# Iwao Hakamada
Iwao Hakamada (袴田 巖, Hakamada Iwao) (Yūtō, actual Shizuoka, 10 de març de 1936) és un ex-boxejador japonès, conegut per haver passat 48 anys esperant l'execució de la sentència que el condemnava a mort pel presumpte assassinat de quatre persones.

## Trajectòria
L'11 de setembre de 1968, els tribunals japonesos el van condemnar a pena de mort, després de ser acusat d'un assassinat massiu succeït el 30 de juny de 1966. Sempre es va sospitar que era innocent, per això el compliment de la sentència va ser contínuament postergat. Finalment, el 27 de març de 2014, va ser posat en llibertat davant la nova evidència basada en proves d'ADN presentada per la seva defensa. Va complir 48 anys a la presó esperant l'execució, per la qual cosa està registrat en el Llibre Guinness dels rècords com la persona que ha passat més temps en el corredor de la mort.
El 18 d'agost de 1966, Hakamada va ser arrestat acusat d'assassinar a quatre persones, el seu cap a la fàbrica on treballava, la dona d'aquest i els dos fills de la parella. L'11 de setembre de 1968, el tribunal de la prefectura de Shizuoka el va sentenciar a mort després d'escoltar la seva confessió. Hakamada va signar aquesta confessió després de 20 dies d'interrogatoris, en els quals no va comptar amb la presència d'advocat defensor. Posteriorment, va denunciar haver estat maltractat i amenaçat durant els interrogatoris. El 19 de novembre de 1980, la Cort Suprema de Justícia del Japó va ratificar la condemna.
El 2007, Norimichi Kumamoto (1938-2020), un dels tres jutges que el va jutjar i condemnar, va declarar que ell sempre havia cregut que Hakamada era innocent. Poc després de la decisió, Kumamoto va renunciar al càrrec i va manifestar sentir-se molt culpable d'ençà d'haver condemnat a un innocent.
El 5 de desembre de 2013, la Fiscalia japonesa va decidir desclassificar 176 proves relatives al seu judici, entre les quals es comptaven mostres de sang trobades a la roba que Hakamada, suposadament, portava quan va cometre el crim. A petició dels advocats de Hakamada, les mostres es van sotmetre a proves d'ADN, demostrant-se que no corresponien a la sang del condemnat. Davant l'evidència, el 27 de març de 2014, el tribunal de la prefectura de Shizuoka va decidir deixar-lo en llibertat. El 26 de setembre de 2024, el Tribunal de Districte de Shizuoka el va declarar innocent i absolt dels càrrecs, 58 anys després del seu arrest.